# Sarajevo City Center
Sarajevo City Center је пословни центар у Сарајеву. Налази се у насељу Мариндвор, у близини зграде Савјета министара БиХ. Инвеститор је групација Ал Шиди са сједиштем у Ријаду, Саудијска Арабија. У простору СЦЦ-а налазиће се хотел, пословни простори, подземне гараже и забавни садржаји. Инвеститор тврди да ће СЦЦ имати око 1500 запослених. Крај радова и отварање су предвиђени за прољеће 2013. године.
Радови су званично почели 28. октобра 2008, а крајем 2011 накратко су прекинути. Сматрало се да је прекид радова настао усљед проблема са недостатком новца, што је компанија Ал Шиди негирала. Међутим, крајем јуна 2012. је објављено да је компанија Туркмал преузела комерцијално управљање управљање СЦЦ-ом.